# Séisme de 1797 de Riobamba
Le séisme de 1797 de Riobamba est un séisme qui touche l'Audience royale de Quito, actuel Équateur, le 4 février 1797. D'une durée de trois à quatre minutes et faisant plusieurs milliers de morts, il entraîne la destruction complète de la ville de Riobamba qui est reconstruite sur un nouveau site à quelques kilomètres des ruines.